# Sânnicolau Mare
Sânnicolau Mare (Hongaars: Nagyszentmiklós, Duits: Groß Sankt Nikolaus, Nederlandse vertaling: Groot Sint Nicolaas) is een stad in het westen van Roemenië, in het district Timiș. De stad heeft een kleine 13.000 inwoners.

## Ligging
De stad ligt in de historische regio Banaat, op slechts 9 kilometer afstand van de Hongaarse grens, 20 kilometer van de Servische grens en 64 kilometer van de stad Timișoara.
Op 10 kilometer afstand ten noordoosten van Sânnicolau Mare zijn de ruïnes van het cisterciënzerklooster van Igriș te vinden.

## Demografie

### Bevolking van de stad volgens de volkstelling van 2011
| Nationaliteiten | Getal  | Percentage |
| --------------- | ------ | ---------- |
| Roemenen        | 9951   | 76.9%      |
| Hongaren        | 1224   | 9.5%       |
| Bulgaren        | 462    | 3.6%       |
| Serviërs        | 452    | 3.5%       |
| Duitsers        | 397    | 3.1%       |
| Overig          | 452    | 3.5%       |
| Totaal          | 12.938 | 100%       |

## Geschiedenis
Sânnicolau Mare ligt in de historische regio het Banaat en maakte tot 1920 deel uit van Hongarije. Door het Verdrag van Trianon werd het aan Roemenië toegewezen. Hongaren maken er nog altijd zo'n 10% van de bevolking uit. De Hongaarse componist Béla Bartók werd er op 25 maart in 1881 geboren.
In 1799 werd er in Sânnicolau Mare een belangrijke goudvondst gedaan. De 23 vroeg-middeleeuwse gouden bekers, met een gezamenlijk gewicht van bijna 10 kilogram, bevinden zich tegenwoordig in het Kunsthistorisches Museum in Wenen. De precieze oorsprong van de bekers is onduidelijk, waarschijnlijk dateren ze uit de 7e tot de 9e eeuw.